# Elmar
Elmar (Elymus) är ett släkte av gräs. Elmar ingår i familjen gräs. Det finns ca 150 arter över hela världen.

## Bildgalleri

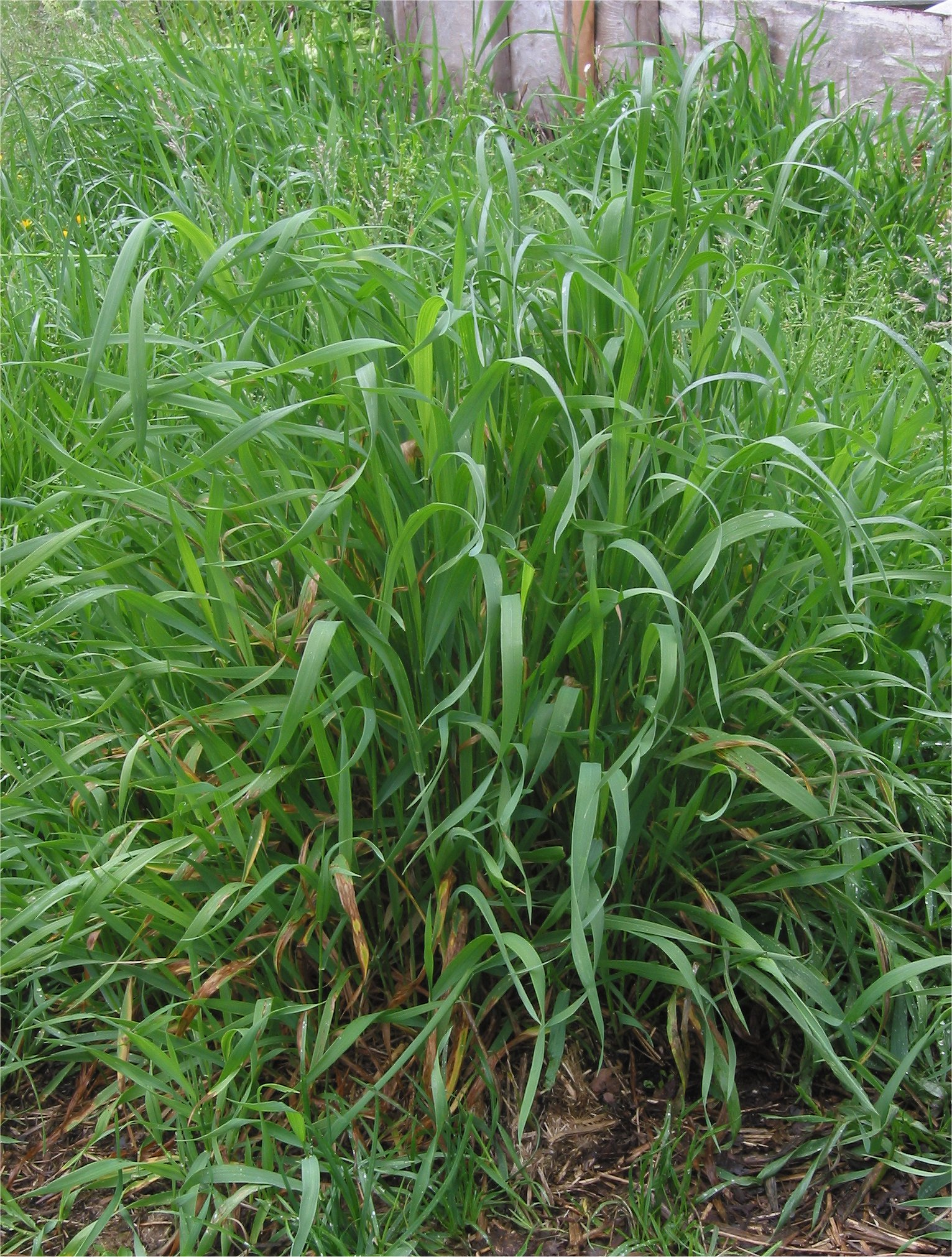
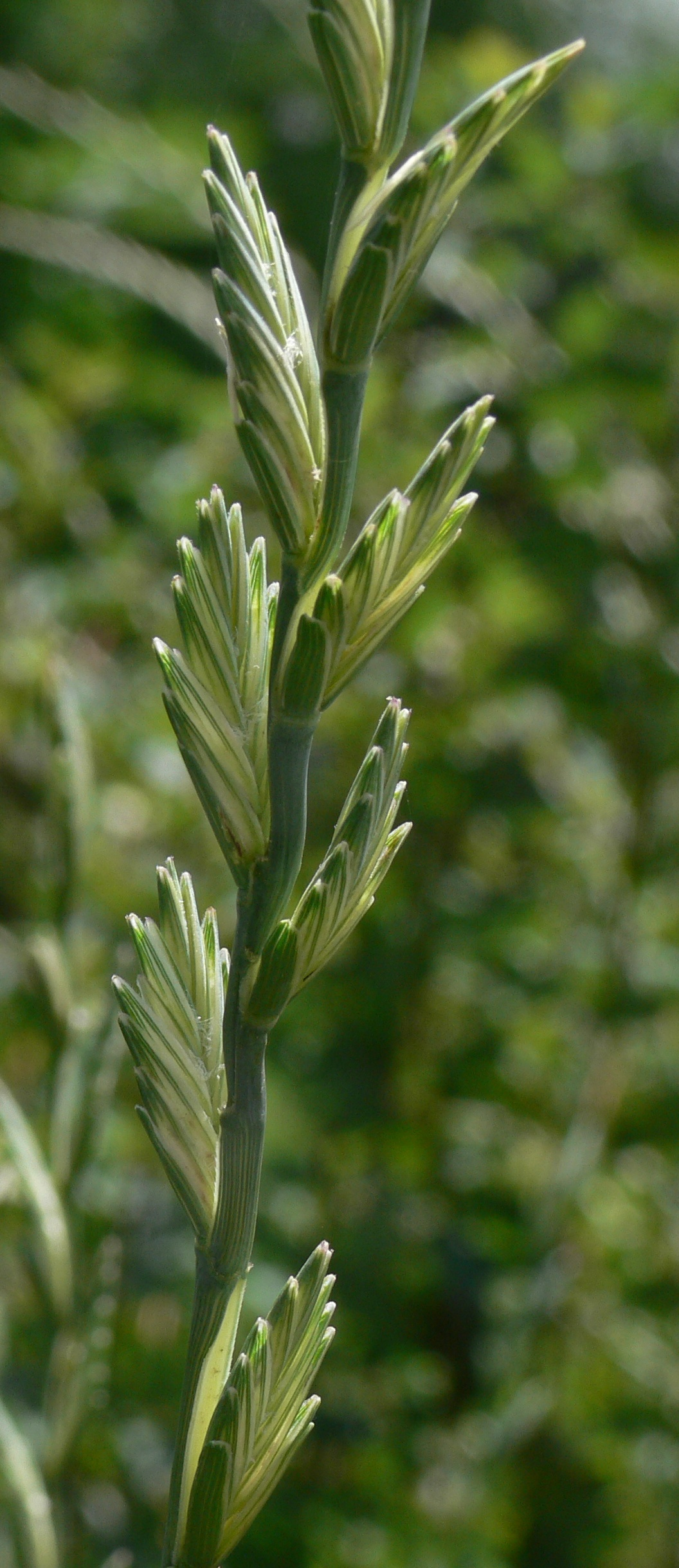

## Dottertaxa till Elmar, i alfabetisk ordning[1]
- Elymus abolinii
- Elymus afghanicus
- Elymus africanus
- Elymus alatavicus
- Elymus albicans
- Elymus aliena
- Elymus alienus
- Elymus alpinus
- Elymus altissimus
- Elymus angsaiensis
- Elymus angulatus
- Elymus angustispiculatus
- Elymus anthosachnoides
- Elymus antiquus
- Elymus apricus
- Elymus arcuatus
- Elymus aristiglumis
- Elymus arizonicus
- Elymus athericus
- Elymus atratus
- Elymus bakeri
- Elymus barbatus
- Elymus barbicallus
- Elymus barystachyus
- Elymus batalinii
- Elymus borianus
- Elymus brachyphyllus
- Elymus brevipes
- Elymus bungeanus
- Elymus burchan-buddae
- Elymus buschianus
- Elymus cacuminus
- Elymus caesifolius
- Elymus caianus
- Elymus calcicola
- Elymus calderi
- Elymus canadensis
- Elymus caninus
- Elymus caucasicus
- Elymus cheniae
- Elymus churchii
- Elymus ciliaris
- Elymus clivorum
- Elymus cognatus
- Elymus colorans
- Elymus confusus
- Elymus cordilleranus
- Elymus curtiaristatus
- Elymus curvatiformis
- Elymus curvifolius
- Elymus czimganicus
- Elymus dahuricus
- Elymus debilis
- Elymus dentatus
- Elymus distichus
- Elymus diversiglumis
- Elymus dolichatherus
- Elymus drobovii
- Elymus durus
- Elymus duthiei
- Elymus ebingeri
- Elymus edelbergii
- Elymus elongatus
- Elymus elymoides
- Elymus enysii
- Elymus erosiglumis
- Elymus falcis
- Elymus farctus
- Elymus fedtschenkoi
- Elymus festucoides
- Elymus fibrosus
- Elymus flaccidifolius
- Elymus formosanus
- Elymus geminatus
- Elymus gentryi
- Elymus glaberrimus
- Elymus glabriflorus
- Elymus glaucissimus
- Elymus glaucus
- Elymus gmelinii
- Elymus grandiglumis
- Elymus grandis
- Elymus himalayanus
- Elymus hirsutus
- Elymus hispidus
- Elymus hitchcockii
- Elymus hondae
- Elymus hongyuanensis
- Elymus humidorum
- Elymus humilis
- Elymus hybridus
- Elymus incertus
- Elymus interruptus
- Elymus intramongolicus
- Elymus ircutensis
- Elymus jacquemontii
- Elymus jacutensis
- Elymus karakabinicus
- Elymus kaschgaricus
- Elymus kengii
- Elymus khokhrjakovii
- Elymus kokonoricus
- Elymus kuramensis
- Elymus lancangensis
- Elymus lanceolatus
- Elymus laxiflorus
- Elymus laxinodis
- Elymus lazicus
- Elymus leiotropis
- Elymus lenensis
- Elymus libanoticus
- Elymus littoreus
- Elymus lolioides
- Elymus longiaristatus
- Elymus longisetus
- Elymus macgregoriorum
- Elymus macrochaetus
- Elymus macrourus
- Elymus magadanensis
- Elymus magellanicus
- Elymus magnicaespes
- Elymus magnipodus
- Elymus maltei
- Elymus marginatus
- Elymus melantherus
- Elymus mendocinus
- Elymus mucronatus
- Elymus multiflorus
- Elymus mutabilis
- Elymus nakaii
- Elymus nepalensis
- Elymus nipponicus
- Elymus nodosus
- Elymus nothus
- Elymus nutans
- Elymus obtusiusculus
- Elymus oliveri
- Elymus panormitanus
- Elymus parviglume
- Elymus patagonicus
- Elymus pendulinus
- Elymus petrovii
- Elymus plurinervis
- Elymus praeruptus
- Elymus probatovae
- Elymus pseudocaninus
- Elymus puberulus
- Elymus pulanensis
- Elymus pungens
- Elymus purpuraristus
- Elymus purpurascens
- Elymus pycnanthus
- Elymus rectisetus
- Elymus reflexiaristatus
- Elymus repens
- Elymus retroflexus
- Elymus retusus
- Elymus rigidulus
- Elymus riparius
- Elymus russellii
- Elymus sacandros
- Elymus sajanensis
- Elymus saxicola
- Elymus scabridulus
- Elymus scabrifolius
- Elymus scabriglumis
- Elymus scabrus
- Elymus schrenkianus
- Elymus schugnanicus
- Elymus sclerophyllus
- Elymus sclerus
- Elymus scribneri
- Elymus semicostatus
- Elymus serotinus
- Elymus serpentinus
- Elymus shandongensis
- Elymus shouliangiae
- Elymus sibinicus
- Elymus sibiricus
- Elymus sierrae
- Elymus sikkimensis
- Elymus sinkiangensis
- Elymus sinoflexuosus
- Elymus sinosubmuticus
- Elymus smithii
- Elymus solandri
- Elymus sosnowskyi
- Elymus spicatus
- Elymus spurius
- Elymus stebbinsii
- Elymus stenachyrus
- Elymus stenostachyus
- Elymus stewartii
- Elymus stipifolius
- Elymus strictus
- Elymus submuticus
- Elymus svensonii
- Elymus sylvaticus
- Elymus tangutorum
- Elymus tauri
- Elymus tenuis
- Elymus tenuispicus
- Elymus texensis
- Elymus thoroldianus
- Elymus tibeticus
- Elymus tilcarensis
- Elymus trachycaulus
- Elymus transhyrcanus
- Elymus trichospicula
- Elymus tridentatus
- Elymus troctolepis
- Elymus tsukushiensis
- Elymus uralensis
- Elymus wallii
- Elymus varius
- Elymus wawawaiensis
- Elymus versicolor
- Elymus villifer
- Elymus villosus
- Elymus violaceus
- Elymus virginicus
- Elymus viridulus
- Elymus woroschilowii
- Elymus vulpinus
- Elymus yangiae
- Elymus yukonensis
- Elymus yushuensis
- Elymus zejensis
- Elymus zhui